# 11 porotazos súper bailables
Los 11 porotazos súper bailables es el tercer disco disco de estudio de la banda Nosequien y los Nosecuantos, lanzado en 1993.

## Historia
En 1993 se edita la tercera producción discográfica  "11 Porotazos super bailables", que trajo consigo nuevos hits como "Vargas Llosa" (canción contra el futuro premio nobel de literatura 2010, Mario Vargas Llosa, especialmente por su condición de estar en desacuerdo con la política de su país), "Mamá no te robes mi Yamaha" y "Yo fui lorna". Esta producción discográfica también contó con la participación de Oscar Bravo como ingeniero de sonido y les valdría a Nosequien y Los Nosecuantos otro éxito en ventas difusión y campañas de conciertos.

## Lista de temas
| N.º   | Título                                   | Escritor(es)                                     | Duración |  |
| 1.    | «Mamá, No Te Robes Mi Yamaha»            | Alfredo Sillau / Raúl Romero                     | 2:18     |  |
| 2.    | «El Suicida»                             | Raúl Romero                                      | 4:24     |  |
| 3.    | «Tanda Comercial 1»                      | Nosequien y los Nosecuantos                      | 2:13     |  |
| 4.    | «Maradona»                               | Raúl Romero                                      | 2:57     |  |
| 5.    | «Distrito de Ate Vitarte»                | Raúl Romero                                      | 1:38     |  |
| 6.    | «Yo Fui Lorna»                           | Raúl Romero                                      | 4:10     |  |
| 7.    | «Vargas Llosa»                           | Raúl Romero                                      | 2:32     |  |
| 8.    | «Adiós Orgullo»                          | Raúl Romero                                      | 2:34     |  |
| 9.    | «El Mortal»                              | Raúl Romero                                      | 4:29     |  |
| 10.   | «Tanda Comercial 2»                      | Nosequien y los Nosecuantos                      | 2:32     |  |
| 11.   | «Los Piratas del Caribe»                 | Raúl Romero                                      | 4:07     |  |
| 12.   | «Que Lindos Tus Ojitos»                  | Raúl Romero                                      | 1:23     |  |
| 13.   | «Turcos, Negros, Sudacas y Otros Pobres» | Nosequien y los Nosecuantos                      | 4:24     |  |
| 14.   | «NoSe Mix»                               | Nosequien y los Nosecuantos / Iván Raffo (Remix) | 6:37     |  |
| 47:13 |                                          |                                                  |          |  |